# Hoffmanns ögon
Hoffmanns ögon är en ofullbordad animerad film som den svenska filmregissören och animatören Per Åhlin arbetade med sedan 1980-talet. Filmen är baserad på novellen Sandmannen av E.T.A. Hoffmann och operan Hoffmanns äventyr av Jacques Offenbach.
Filmen skulle vara en skräckromantisk historia med surrealistiska effekter. Musik var tänkt att hämtas direkt från Offenbachs opera. Operamusiken skulle sedan arrangeras om till filmmusik av dirigenten Anders Eljas.
Hoffmanns ögon blev aldrig genomförd då det saknades tillräcklig finansiering. Enligt de tillfrågade finansiärerna så ansågs det bli för dyrt och riskabelt att finansiera en animerad film för en oetablerad vuxen publik. Mellan 15 och 20 minuter av filmen har producerats enligt regissören Per Åhlin. Dessa minuter hade animerats av endast Per Åhlin och två andra animatörer. 40 sekunder av filmen visades i SVTs K-special-dokumentär från 2019 I huvet på Per Åhlin

## Handling
Huvudpersonen är Hoffmann, som också är berättaren. Det är genom Hoffmanns ögon som händelseförloppet sker. Redan som barn upplever Hoffmann ett hot från en mystisk besökare till sin fader - som Hoffmann kallar Sandmannen. När Hoffmann en kväll möter besökaren i faderns alkemiska laboratorium blir han skrämd. Föräldrarna påstår visserligen att han svimmat och egentligen bara drömt - men Hoffmann har svårt att glömma händelsen. Klara, en yngre kusin, bor också i Hoffmanns föräldrahem. Hon är inte det minsta rädd för Sandmannen - men är mycket förtjust i Hoffmann. När denne lämnar hemmet för att börja studera på universitetet i en annan stad lovar han att inte glömma Klara. På sin färd till universitetsstaden möter han åter Sandmannen, nu förklädd till glasögonförsäljare under namnet Coppelius - andra gången heter han Kleinsack - ett möte som får ödesdigra konsekvenser för Hoffmann. Sandmannen fortsätter nämligen att dyka upp i olika gestalter under hans liv, till exempel som läkare till den tragiska sångerskan Antonia som Hoffmann förälskar sig i, och som driver honom till vansinnets gräns med sina fantasmagorier. Vi följer Hoffmann i Venedig, ser hans möte med mannen utan skugga och den glupska kurtisanen Giulietta och upplever hans förälskelse i den mekaniska dockkvinnan Olympia. Filmen slutar med att Hoffmann återvänder till den prosaiska Biedermeier-världen